# HMS Resolution (1771)
Pour les autres navires du même nom, voir HMS Resolution.
Le HMS Resolution était un navire de la Royal Navy connu pour avoir été commandé par James Cook durant ses deuxième et troisième expéditions dans l'océan Pacifique. À son sujet, impressionné, il le dénomma « mon bateau de choix » et « le plus adapté au service que j'ai jamais vu ».
Le Resolution est lancé de Plymouth le 13 juillet 1772 avec le HMS Adventure. Son effectif compte 112 membres d'équipage incluant 20 volontaires qui ont participé à la première expédition Cook sur le HMS Endeavour entre 1768 et 1771.
Le 17 janvier 1773, le Resolution est le premier navire à franchir le cercle Antarctique, ce qu'il renouvelle par la suite à deux reprises durant son expédition.
La troisième incursion, le 3 février 1774, est la plus méridionale en atteignant les coordonnées 71° 10′ S, 106° 54′ O. Il prouve ainsi que la Terra Australis Incognita d'Alexander Dalrymple est un mythe. Plus tard, lors de la troisième expédition Cook, il franchit de nouveau le cercle antarctique le 17 août 1778 et le 19 juillet 1779, sous le commandement de Charles Clerke après la mort de Cook.
En 1780, le Resolution est converti en transport armé et fait voile vers les Indes en mars 1781. Il est capturé par le Sphinx de Suffren le 9 juin 1782. Après la bataille de Négapatam, le 6 juillet 1782, le Resolution est envoyé à Manille pour du bois, des biscuits et des cordages, et pour engager tous les marins possibles. Mais le 22 juillet, il disparaît à jamais. Le 5 juin 1783, de Suffren écrit que le Resolution a été aperçu pour la dernière fois dans le détroit de la Sonde et qu'il suspecte que le navire était déjà retombé aux mains des Anglais. Un article du Melbourne Argus, en date du 25 février 1879 rapporte que le bateau a terminé ses jours comme charbonnier à Rio de Janeiro, mais cela n'a jamais été confirmé. Le vicomte Galway, gouverneur-général de Nouvelle-Zélande, possédait une représentation d'un bateau décrit comme étant le Resolution, mais une photographie de celle-ci démontre qu'elle ne colle pas avec la fameuse peinture de Holman figurant le navire.